# Championnats d'Afrique de judo 1985
Navigation
Édition précédente Édition suivante
Les championnats d'Afrique de judo 1985 se déroulent du 6 au 12 août 1985 à Tunis, en Tunisie.

## Médaillés
Les médaillés sont les suivants :
| Épreuves                          | Or                       | Argent                    | Bronze                                                     |
| --------------------------------- | ------------------------ | ------------------------- | ---------------------------------------------------------- |
| Moins de 60 kg Poids super-légers | Emadeldin Hassan (EGY)   | Belfrih[Qui ?] (TUN)      | Meziane Dahmani (ALG) Christian Nkamgang (CMR)             |
| Moins de 66 kg Poids mi-légers    | Mohamed Meridja (ALG)    | Driss El-Mamoun (MAR)     | Godpower[Qui ?] (NGA) Essad[Qui ?] (EGY)                   |
| Moins de 71 kg Poids légers       | Hassan Ben Gamra (TUN)   | Saïd Lahcène (ALG)        | Ismail Baha Eldin Bafaat (EGY) Jean-Claude N'Guessan (CIV) |
| Moins de 78 kg Poids mi-moyens    | Walid Hussain (EGY)      | Zimoghan[Qui ?] (NGA)     | Manai[Qui ?] (TUN) Kenfack[Qui ?] (CMR)                    |
| Moins de 86 kg Poids moyens       | Youssef Hamadouche (ALG) | Turqui[Qui ?] (TUN)       | Ankiling Diabone (SEN) Hamza Doublali (MAR)                |
| Moins de 95 kg Poids mi-lourds    | Atef Mohamed (EGY)       | Djamel Fares (ALG)        | Khiari[Qui ?] (TUN) Mohamed Bellatar (MAR)                 |
| Plus de 95 kg poids lourds        | Mohamed Rashwan (EGY)    | Abderrahim Lahcinia (MAR) | Ferhat Challal (ALG) Béchir Khiari (TUN)                   |